# USAC National Championship 1970
USAC National Championship 1970 var ett race som kördes över arton omgångar. Al Unser tog hem mästerskapstiteln samt Indianapolis 500 samma år.

## Delsegrare
| Datum        | Bana             | Vinnare           |
| ------------ | ---------------- | ----------------- |
| 28 mars      | Phoenix          | Al Unser          |
| 4 april      | Sears Point      | Dan Gurney        |
| 26 april     | Trenton          | Lloyd Ruby        |
| 30 maj       | Indianapolis 500 | Al Unser          |
| 7 juni       | Milwaukee        | Joe Leonard       |
| 14 juni      | Langhorne        | Bobby Unser       |
| 28 juni      | Castle Rock      | Mario Andretti    |
| 4 juli       | Michigan         | Gary Bettenhausen |
| 26 juli      | Clermont         | Al Unser          |
| 22 augusti   | Springfield      | Al Unser          |
| 23 augusti   | Milwaukee        | Al Unser          |
| 6 september  | Ontario          | Jim McElreath     |
| 7 september  | DuQuoin          | Al Unser          |
| 12 september | Indiana          | Al Unser          |
| 19 september | Sedalia          | Al Unser          |
| 3 oktober    | Trenton          | Al Unser          |
| 4 oktober    | Sacramento       | Al Unser          |
| 21 november  | Phoenix          | Swede Savage      |

## Slutställning
| Plats | Förare          | Poäng |
| ----- | --------------- | ----- |
| 1     | Al Unser        | 5130  |
| 2     | Bobby Unser     | 2260  |
| 3     | Jim McElreath   | 2060  |
| 4     | Mike Mosley     | 1900  |
| 5     | Mario Andretti  | 1890  |
| 6     | Roger McKluskey | 1380  |
| 7     | Gordon Johncock | 1160  |
| 8     | Art Pollard     | 1110  |
| 9     | A.J. Foyt       | 1105  |
| 10    | Dick Simon      | 1080  |
| 11    | Mark Donohue    | 1040  |
| 12    | Dan Gurney      | 1000  |